# NGC 1273
NGC 1273 este o galaxie lenticulară situată în constelația Perseu. A fost descoperită în 14 februarie 1863 de către Heinrich Louis d'Arrest. Se află la o distanță de 55,72 de megaparseci de Pământ.